# Sekshon Pagá 2022
La Sekshon Pagá 2022 fue la edición número 96 de la Sekshon Pagá. La temporada comenzó el 27 de marzo y terminó el 30 de octubre.

## Formato
Los diez equipos participantes juegan entre sí mediante el sistema de todos contra todos dos veces totalizando 18 partidos cada uno. Al término de las 18 jornadas los 6 primeros clasificados jugarán los play-offs kaya 6, donde volverán a jugar entre sí todos contra todos una sola vez totalizando 5 partidos y después los 4 primeros se clasificarán los play-offs kaya 4, donde una vez más jugarán entre sí todos contra todos una vez totalizando 3 partidos y ya para la última parte los 2 clasificados jugarán la final donde el campeón; de cumplir los requisitos establecidos participará en la Copa Caribeña de Clubes Concacaf 2023.
Del otro lado, el último clasificado descenderá a la Sekshon Amatúr 2023.

## Temporada regular

### Clasificación
| Pos. | Equipo            | Pts. | PJ | G  | E | P  | GF | GC | Dif. | Clasificación 2023             |
| ---- | ----------------- | ---- | -- | -- | - | -- | -- | -- | ---- | ------------------------------ |
| 1    | Jong Holland      | 39   | 18 | 11 | 6 | 1  | 35 | 16 | +19  | Play-offs Kaya 6               |
| 2    | Barber            | 36   | 18 | 10 | 6 | 2  | 29 | 20 | +9   | Play-offs Kaya 6               |
| 3    | Scherpenheuvel    | 28   | 18 | 7  | 7 | 4  | 22 | 17 | +5   | Play-offs Kaya 6               |
| 4    | Jong Colombia     | 27   | 18 | 7  | 6 | 5  | 24 | 18 | +6   | Play-offs Kaya 6               |
| 5    | Willemstad        | 23   | 18 | 7  | 2 | 9  | 28 | 30 | −2   | Play-offs Kaya 6               |
| 6    | Centro Dominguito | 22   | 18 | 5  | 7 | 6  | 26 | 26 | 0    | Play-offs Kaya 6               |
| 7    | SUBT              | 18   | 18 | 3  | 9 | 6  | 18 | 23 | −5   |                                |
| 8    | Victory Boys      | 17   | 18 | 4  | 5 | 9  | 20 | 32 | −12  |                                |
| 9    | UNDEBA            | 16   | 18 | 3  | 7 | 8  | 18 | 28 | −10  |                                |
| 10   | Sithoc (D)        | 15   | 18 | 4  | 3 | 11 | 15 | 25 | −10  | Descenso a Sekshon Amatúr 2023 |

 Fuente: Soccerway

## Play-offs Kaya 6

### Clasificación
| Pos. | Equipo            | Pts. | PJ | G | E | P | GF | GC | Dif. | Clasificación 2022 |
| ---- | ----------------- | ---- | -- | - | - | - | -- | -- | ---- | ------------------ |
| 1    | Jong Holland      | 10   | 5  | 3 | 1 | 1 | 9  | 5  | +4   | Play-offs Kaya 4   |
| 2    | Scherpenheuvel    | 8    | 5  | 2 | 2 | 1 | 7  | 5  | +2   | Play-offs Kaya 4   |
| 3    | Jong Colombia     | 7    | 5  | 2 | 1 | 2 | 6  | 7  | −1   | Play-offs Kaya 4   |
| 4    | Willemstad        | 6    | 5  | 1 | 3 | 1 | 7  | 7  | 0    | Play-offs Kaya 4   |
| 5    | Centro Dominguito | 4    | 5  | 1 | 1 | 3 | 4  | 7  | −3   |                    |
| 6    | Barber            | 5    | 5  | 1 | 2 | 2 | 6  | 8  | −2   |                    |

 Fuente: []

## Play-offs Kaya 4
| Pos. | Equipo         | Pts. | PJ | G | E | P | GF | GC | Dif. | Clasificación 2022 |
| ---- | -------------- | ---- | -- | - | - | - | -- | -- | ---- | ------------------ |
| 1    | Jong Holland   | 5    | 3  | 1 | 2 | 0 | 0  | 0  | 0    | Final              |
| 2    | Jong Colombia  | 5    | 3  | 1 | 2 | 0 | 3  | 2  | +1   | Final              |
| 3    | Scherpenheuvel | 2    | 3  | 0 | 2 | 1 | 3  | 4  | −1   |                    |
| 4    | Willemstad     | 2    | 3  | 0 | 2 | 1 | 4  | 6  | −2   |                    |

 Fuente: []

## Final
| Local                  | Resultado | Visita              | Fecha                 |
| ---------------------- | --------- | ------------------- | --------------------- |
| CRKSV Jong Holland (C) | 4 - 1     | CRKSV Jong Colombia | 30 de octubre de 2022 |

| Bandera de Curazao                       |
| Campeón CRKSV Jong Holland 17°.mo título |